# Ришард Кубяк
Ришард Кубяк (пол. Ryszard Kubiak, 22 березня 1950 — 6 лютого 2022) — польський академічний веслувальник.
Бронзовий призер Олімпійських Ігор 1980 року в складі розпашної четвірки зі стерновим, учасник 1972, 1976 років.
Срібний призер Чемпіонату світу 1975 року в складі розпашної двійки зі стерновим, бронзовий призер 1978 року в складі розпашної двійки зі стерновим.